# Phụ nữ ở Ba Lan
Tính cách của phụ nữ Ba Lan được định hình bởi lịch sử, văn hóa và chính trị của họ. Ba Lan là quốc gia có một lịch sử lâu dài về hoạt động nữ quyền, và là một trong những quốc gia đầu tiên ở châu Âu ban hành quyền bầu cử của phụ nữ. Ba Lan bị ảnh hưởng mạnh mẽ bởi quan điểm xã hội bảo thủ của Giáo hội Công giáo.

## Lịch sử

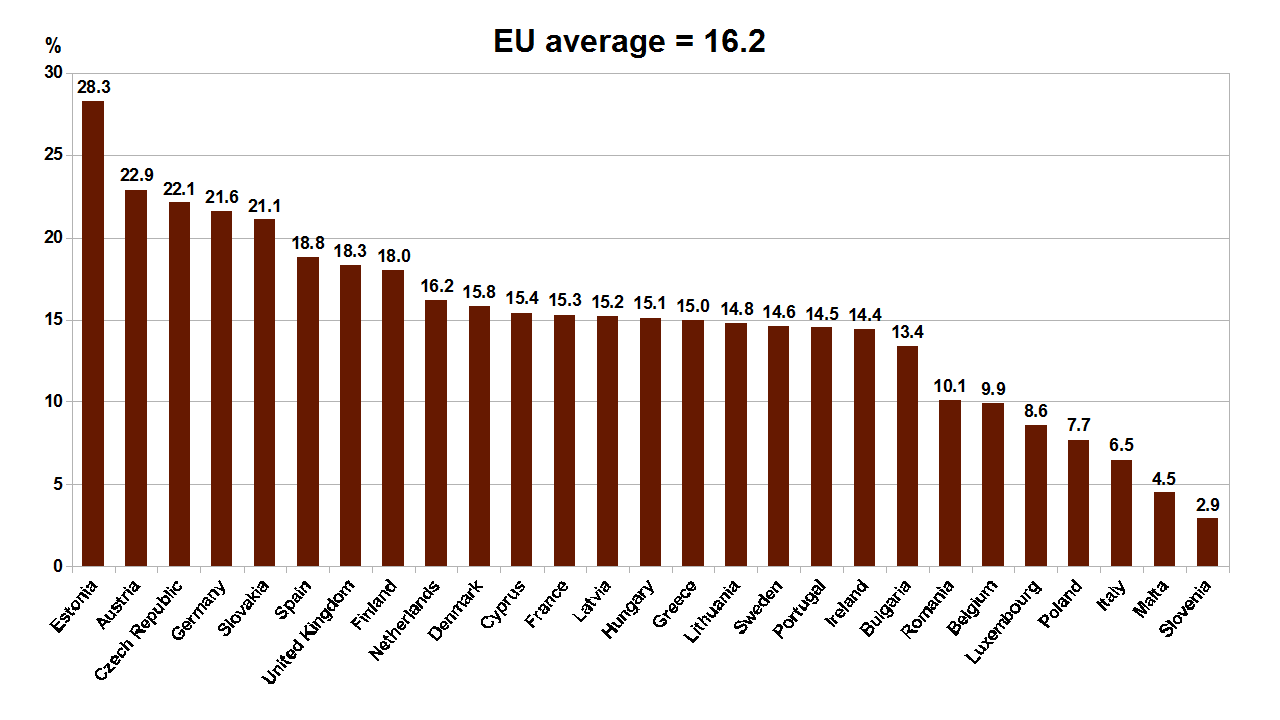
Khoảng cách giới tính trong tổng thu nhập trung bình hàng giờ ở các quốc gia thành viên EU, theo Eurostat 2014. Ba Lan có một trong những khoảng cách giới tính thấp nhất ở EU.

Lịch sử của phụ nữ trên lãnh thổ Ba Lan ngày nay có nhiều gốc rễ, và chịu ảnh hưởng mạnh mẽ của Công giáo La Mã ở Ba Lan. Chủ nghĩa nữ quyền ở Ba Lan có lịch sử lâu dài, và theo truyền thống được chia thành bảy thời kỳ, bắt đầu bằng sự giác ngộ của thế kỷ 18, tiếp theo là nữ quyền đợt một. Bốn thời kỳ đầu tiên trùng hợp với các phân vùng nước ngoài của Ba Lan, dẫn đến việc loại bỏ nhà nước Ba Lan có chủ quyền trong 123 năm.

### 1918-1939
Ba Lan là một trong những quốc gia đầu tiên trao quyền hợp pháp cho phụ nữ: quyền bầu cử của phụ nữ được trao vào năm 1918, sau khi đất nước giành lại độc lập vào năm đó, sau thời kỳ 123 năm phân chia và cai trị bởi nước ngoài. Năm 1932 Ba Lan đã chống lại hiếp dâm hôn nhân bất hợp pháp. Bất chấp sự cải thiện của các chính sách của nhà nước liên quan đến quyền của phụ nữ, phụ nữ Ba Lan vẫn phải đối mặt với sự phân biệt đối xử ở nhiều cấp độ khác nhau. Thời kỳ giữa chiến tranh là thời điểm hình thành khái niệm"trần thủy tinh"trong xã hội Ba Lan. Phụ nữ phải cạnh tranh với đàn ông chủ yếu cho các vị trí được trả lương cao, uy tín. Mức lương thấp hơn chủ yếu là kết quả của hiệu quả thấp hơn của các nhân viên nữ trong lao động thể chất nhưng sau đó được thực hiện trong các lĩnh vực khác nơi phụ nữ có năng suất tương đương.

### Cộng sản
Trong thời kỳ cộng sản, phụ nữ được cho là có quyền hợp pháp bình đẳng, và thuật hùng biện chính thức là một trong những hỗ trợ cho bình đẳng giới, nhưng cũng như ở các quốc gia cộng sản khác, quyền dân sự của cả nam và nữ chỉ mang tính biểu tượng, vì hệ thống này là độc tài. Mặc dù de facto phụ thuộc vào chính quyền nam giới, phụ nữ đã có một số lợi ích dưới thời cộng sản, như có cơ hội tiếp cận tốt hơn với nền giáo dục và tham gia bình đẳng hơn vào lực lượng lao động. Tình hình tốt hơn của phụ nữ trong thời kỳ cộng sản bị ảnh hưởng đáng kể bởi vị trí ủng hộ xã hội chủ nghĩa nhằm tìm kiếm sự gia tăng dân số. Các chính sách tiền sinh sản được thực hiện bởi"chế độ nghỉ thai sản hào phóng và đóng góp của nhà nước cho việc nuôi dạy trẻ em". Sau khi thiết quân luật ở Ba Lan xuất bản các ấn phẩm đầu tiên thảo luận về các ý tưởng nữ quyền xuất hiện trong phạm vi công cộng, đôi khi được coi là vỏ bọc cho tình hình xã hội thực tế. Xã hội chủ yếu coi nữ quyền là tư tưởng xa lạ với văn hóa và tâm lý Ba Lan. Các nhà lãnh đạo cộng sản cho rằng phụ nữ ở Ba Lan có được quyền bình đẳng là kết quả của quá trình xã hội, và sử dụng tuyên bố đó như lời giải thích cho việc thiếu và không cần nữ quyền ở Ba Lan. Một trong những người cộng sản Ba Lan đã mô tả một nhà nữ quyền điển hình là một"phù thủy lập dị và hung dữ, dù sao cũng là một người đồng tính nữ, muốn nhìn thấy một người đàn ông đi bằng bốn chân của mình."

### Hậu cộng sản
Sự sụp đổ của chủ nghĩa cộng sản ở Ba Lan có nghĩa là sự rung chuyển của chính trị và kinh tế của đất nước, và sự bất ổn kinh tế và xã hội ban đầu. Trong lực lượng lao động hậu xã hội chủ nghĩa, phụ nữ chiếm chủ yếu các ngành có mức độ ưu tiên kinh tế và công nghiệp nhẹ, do các yếu tố như lựa chọn loại hình giáo dục và đào tạo phù hợp hơn với cuộc sống gia đình (thường được trả lương ít hơn), phân biệt đối xử và định kiến giới. Mô hình bất bình đẳng việc làm giới này được đa số xem là kết quả của vai trò chính của phụ nữ trong gia đình, cũng như văn hóa và truyền thống Ba Lan bắt nguồn sâu sắc của hệ thống gia trưởng. Thời kỳ chuyển tiếp đặc biệt khó khăn đối với phụ nữ, mặc dù nam giới cũng bị ảnh hưởng tiêu cực. Tính đến năm 2017, tỷ lệ việc làm của phụ nữ ở độ tuổi 20-64 là 63,6%, so với tỷ lệ nam giới là 78,2%. Mặc dù Ba Lan có hình ảnh của một quốc gia bảo thủ, thường được mô tả như vậy trên các phương tiện truyền thông phương Tây, Ba Lan thực sự có số lượng lớn phụ nữ làm ở các vị trí chuyên nghiệp và phụ nữ trong kinh doanh, và nó cũng có một trong những khoảng cách giới tính thấp nhất trong Liên minh châu Âu. Một trong những trở ngại mà phụ nữ đương đại ở Ba Lan phải đối mặt là luật chống phá thai. Cùng với hình ảnh"Người mẹ Ba Lan"huyền thoại, cấm phá thai được sử dụng để khuyến khích phụ nữ sinh nhiều con. Hệ tư tưởng này củng cố quan điểm rằng nơi ở của phụ nữ là trong nhà. Biểu tượng Người mẹ Ba Lan là một khuôn mẫu bị mắc kẹt mạnh mẽ trong ý thức của Ba Lan và được định hình bởi lịch sử hỗn loạn của quốc gia. Trong thời gian chiếm đóng lâu dài, trách nhiệm duy trì bản sắc dân tộc thuộc về các bà mẹ, với nhiệm vụ chính là"nuôi dưỡng trẻ em". Bất chấp luật pháp nghiêm ngặt và các diễn ngôn chính trị bảo thủ, Ba Lan là một trong những quốc gia có mức sinh thấp nhất ở châu Âu.
Tình trạng của phụ nữ ở Ba Lan đương đại phải được hiểu trong bối cảnh chính trị và vai trò của tôn giáo trong xã hội. Điều này đặc biệt đúng với quyền sinh sản. Ba Lan là một quốc gia chịu ảnh hưởng mạnh mẽ của Công giáo La Mã và tôn giáo thường định hình chính trị và quan điểm xã hội. Luật pháp và Công lý, viết tắt là PiS, là một đảng bảo thủ quốc gia, và Kitô giáo  ở Ba Lan. Với 237 ghế tại Sejm và 66 ghế tại Thượng viện, đây hiện là đảng lớn nhất trong quốc hội Ba Lan.
Ba Lan là một phần của Liên minh châu Âu (EU) từ năm 2004. Như vậy, nó phải tuân theo các chỉ thị của EU. Là một phần của EU, Ba Lan chịu ảnh hưởng xã hội bởi quan điểm của"Phương Tây", nhưng có sự khác biệt về khu vực giữa phía tây và phía đông của đất nước -"Ba Lan A và B". Ba Lan cũng có dân số nông thôn đáng kể: khoảng 40%, là những người bảo thủ sâu sắc.

## Phong tục cũ của Ba Lan
Phong tục thời xưa của người dân Ba Lan khác nhau dựa trên địa vị xã hội. Phong tục Ba Lan bắt nguồn từ các truyền thống châu Âu khác, tuy nhiên, chúng thường đến Ba Lan muộn hơn so với các nước khác. Ví dụ về tinh thần hiệp sĩ minh họa cách tiếp cận của giai cấp trung cổ đối với phụ nữ. Toàn bộ ý tưởng về tinh thần hiệp sĩ được dựa trên sự thờ phụng gần như thần thánh của phái nữ, và mọi hiệp sĩ phải có"phu nhân" ("dama") của mình làm đối tượng của tình yêu (rất thường là thuần khiết). Các hiệp sĩ cảm thấy bắt buộc phải có một sự bảo trợ đối với phụ nữ của họ. Phụ nữ ở Ba Lan cũ được coi là linh hồn trong các cuộc tụ họp xã hội. Ở Ba Lan, người phụ nữ lớn tuổi có một vị trí xã hội ưu việt. Nói về phụ nữ là có lcópanny (quý bà) có nguồn gốc từ pan Ba Lan (quý ông) không giống như chłopcy (các chàng trai) xuất phát từ từ chłop (tá điền) là dấu hiệu của sự tôn trọng đối với phụ nữ. Thời gian dài trước khi các phong trào giải phóng phụ nữ ở Ba Lan làm cho vai trò xã hội của họ rất quan trọng, chủ yếu là do vô số mâu thuẫn và các mối đe dọa khiến đàn ông phải rời bỏ nhà cửa. Tình hình chính trị và kinh tế đòi hỏi phụ nữ phải tự lập và dũng cảm. Khác với thời hiện đại cũng là trong khía cạnh trang phục của phụ nữ Ba Lan. Trang phục giữa thế kỷ XVI có nhiều loại trang trí và phụ kiện đa dạng. Mũ nón của phụ nữ bao gồm vòng hoa trang trí, mạng che mặt và băng đô khác nhau. Một trong những yếu tố đáng chú ý của trang phục thời xưa là"những chiếc váy satin dài"được trang trí bằng vàng và ngọc trai, cũng như"đôi dép aureate".

## Phụ nữ trong thể thao
Phụ nữ Ba Lan đã giành được một vị trí đặc biệt trong các môn thể thao của đất nước. 3 vị trí hàng đầu cho nhiều chiến thắng nhất trong cuộc thi thể thao phổ biến nhất hàng năm, Plebiscite của Przegląd Sportowy, được ưu thế bởi phụ nữ. Trong số các vận động viên nữ nổi bật nhất của Ba Lan là Justyna Kowalchot, Irena Szewińska và Stanisława Walasiewicz. Trong Thế vận hội mùa hè Rio 2016 Ba Lan được đại diện bởi 101 vận động viên nữ. Họ đã giành được 8 trên tổng số 11 huy chương cho Ba Lan, trong đó có hai huy chương vàng.

## Những người phụ nữ đáng chú ý trong lịch sử Ba Lan
Những người phụ nữ quan trọng trong lịch sử ban đầu của Ba Lan bao gồm: Swietoslava (đôi khi bị nhầm lẫn là Sigrid the Hrog hoặc Gunhilda; còn được gọi là Storrada), con gái của Mieszko đệ nhất và Dobrawa của Bohemia; Katarzyna Jagiellonka (còn được gọi là Catherine Jagiello hoặc Katarrina Jegellonica); Bản thân Dobrawa (vợ của Mieszko đệ nhất), con gái của Công tước xứ Bohemia; Jadwiga (Hedwig), con gái của một vị vua Hungary. Trong thời kỳ Khai sáng, hai người phụ nữ nổi bật: Barbara Sanguszko, bà chủ, nhà văn và nhà từ thiện và cháu gái của bà, Tekla Teresa Lubienska, nhà văn và mẹ của một triều đại. Emilia Plater là một nhà cách mạng sớm gắn liền với cuộc nổi dậy tháng 11. Trong âm nhạc, nhà soạn nhạc và nghệ sĩ piano, Maria Szymanowska đã giành được sự hoan nghênh từ St-Petersburg đến London. Marie Sklodowska là một nhà khoa học từng đoạt giải Nobel, người đã chuyển đến Pháp vào cuối thế kỷ 19. Nhiều phụ nữ đáng chú ý đã đóng góp cho phong trào độc lập của Ba Lan vào buổi bình minh của thế kỷ 20. Những người này bao gồm, nhà hoạt động và sĩ quan quân đội, Aleksandra Zagórska và hầu như bị lãng quên, Wanda Gertz cũng như Anna Walentynowicz, đồng sáng lập của"Đoàn kết"chống cộng ("Solidarność"). Wisława Szymbourska là một nhà thơ người Ba Lan, người nhận giải thưởng Nobel năm 1996.

## Hình ảnh

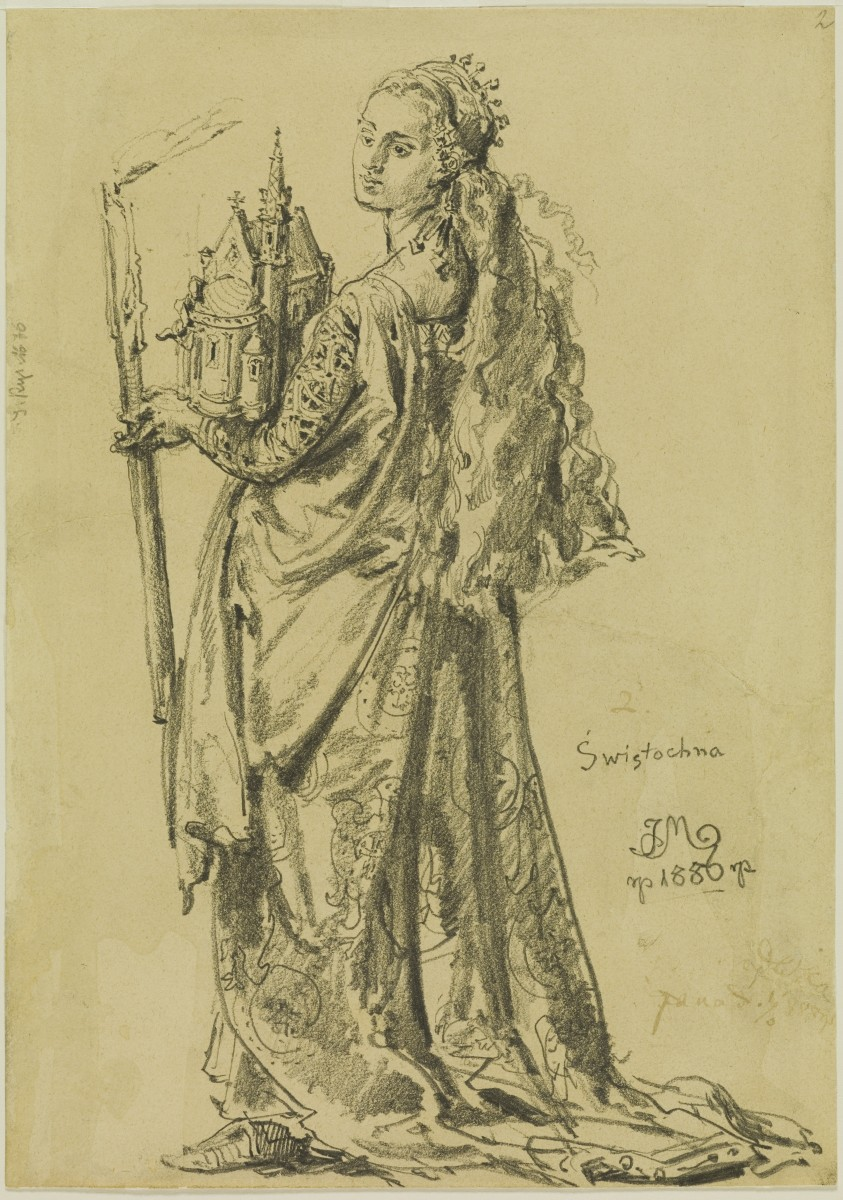
Swietoslava
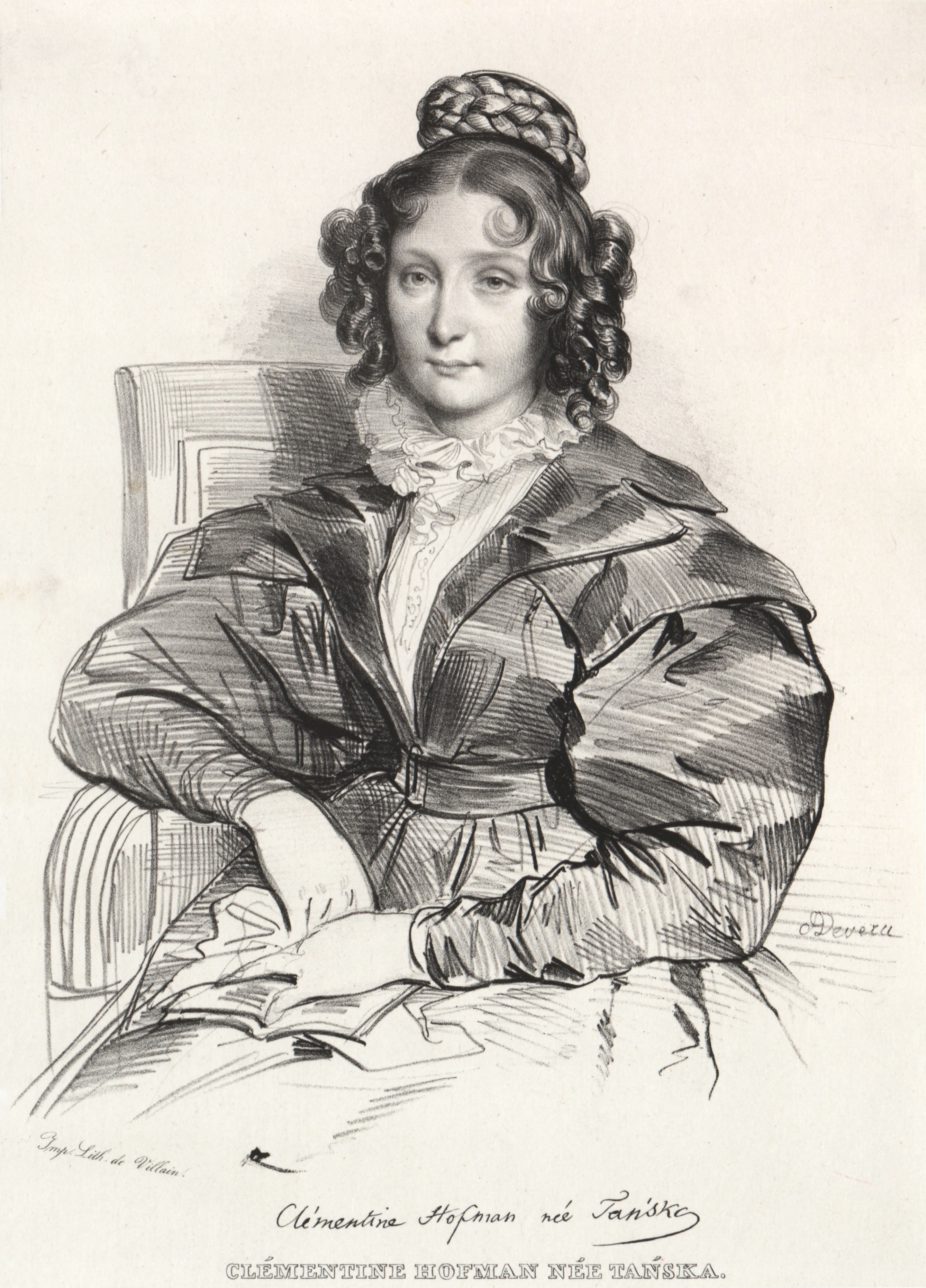
Klementyna Hoffmanowa
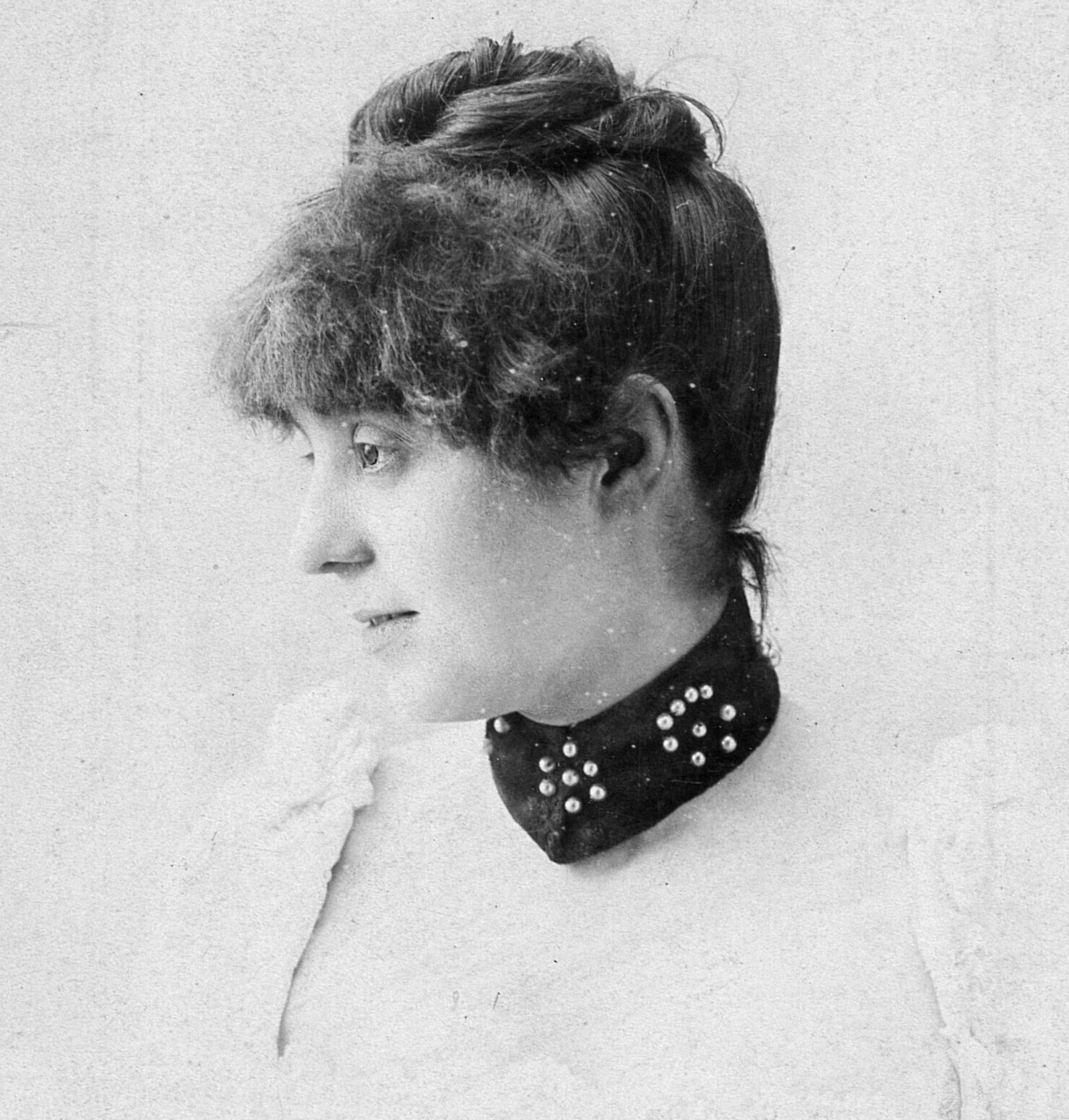
Gabriela Zapolska
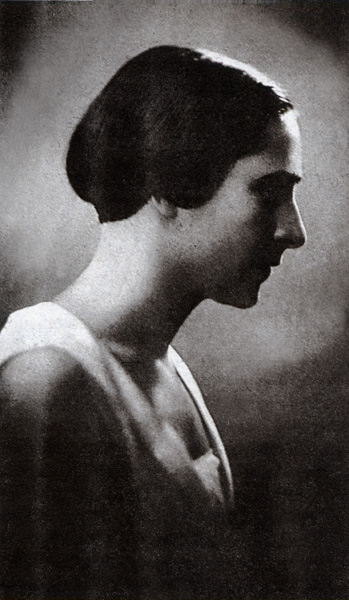
Irena Krzywicka
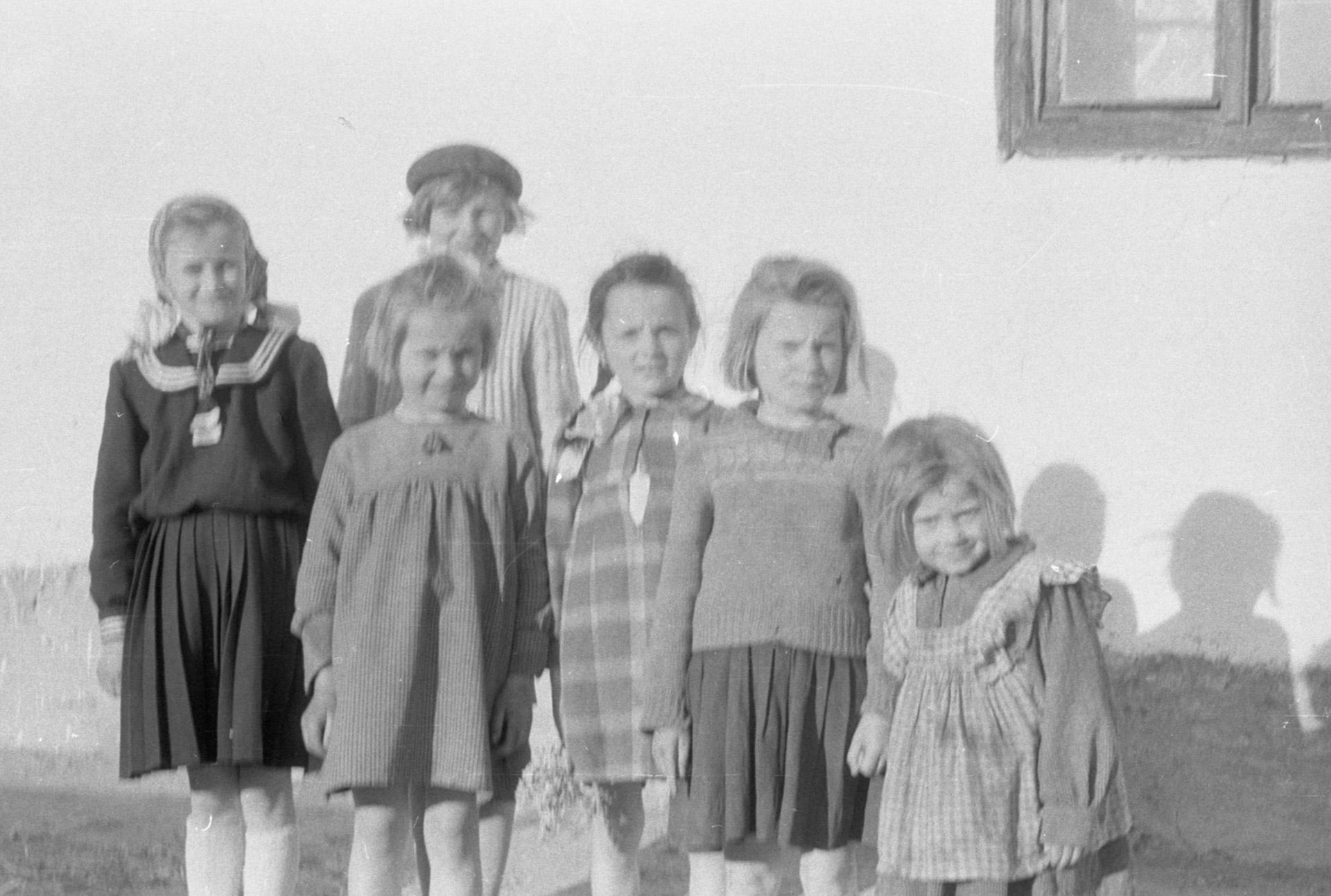
Một nhóm các cô gái ở nông thôn Ba Lan, 1959
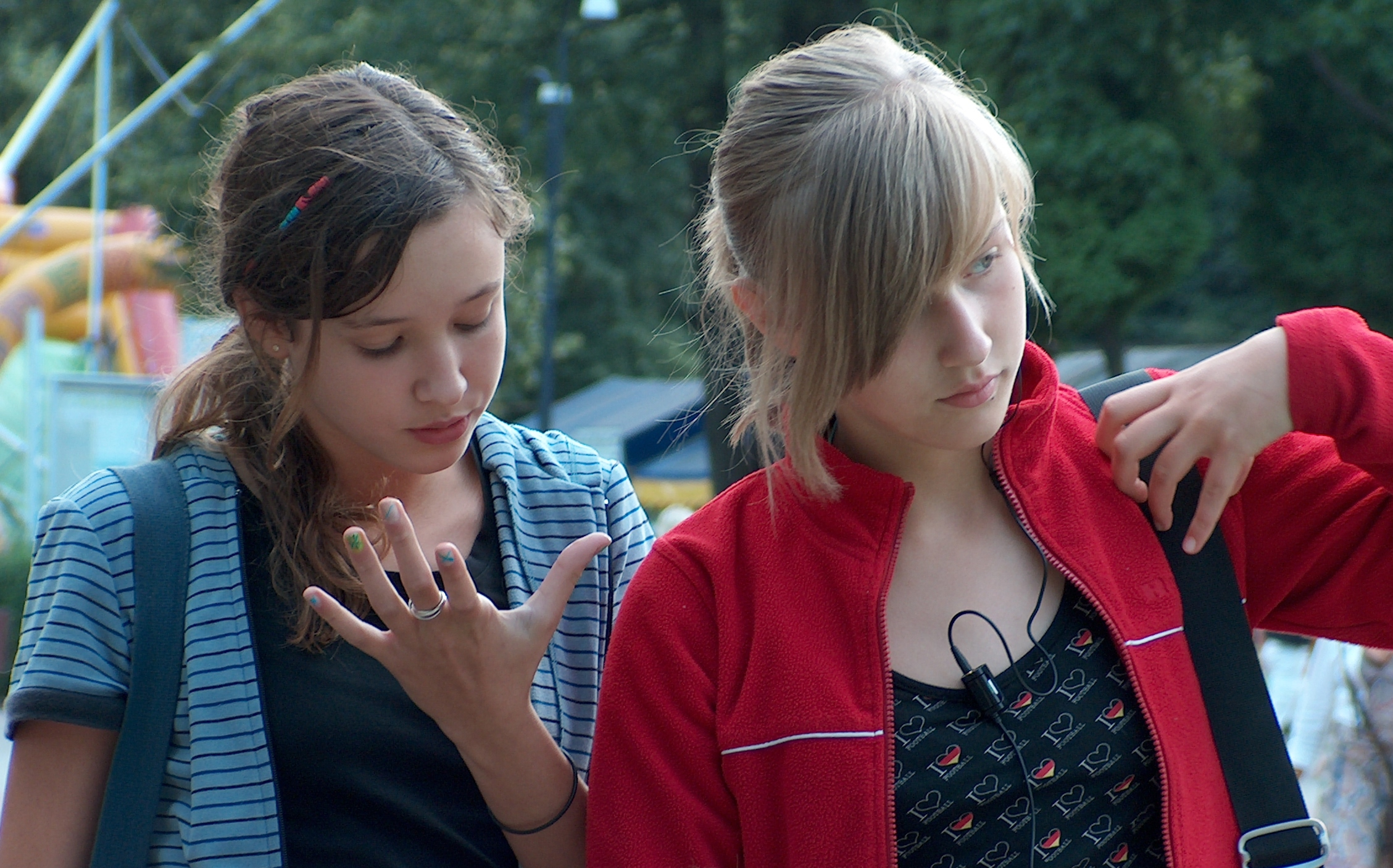
Hai cô gái thiếu niên ở Ba Lan ngày nay
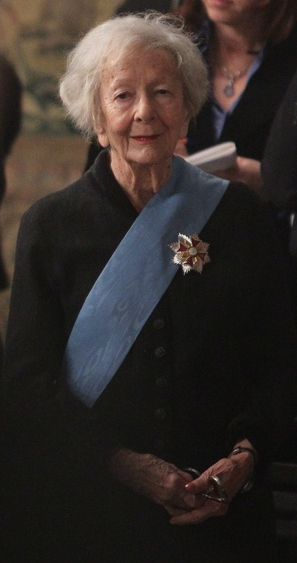
Wisława Szymbourska
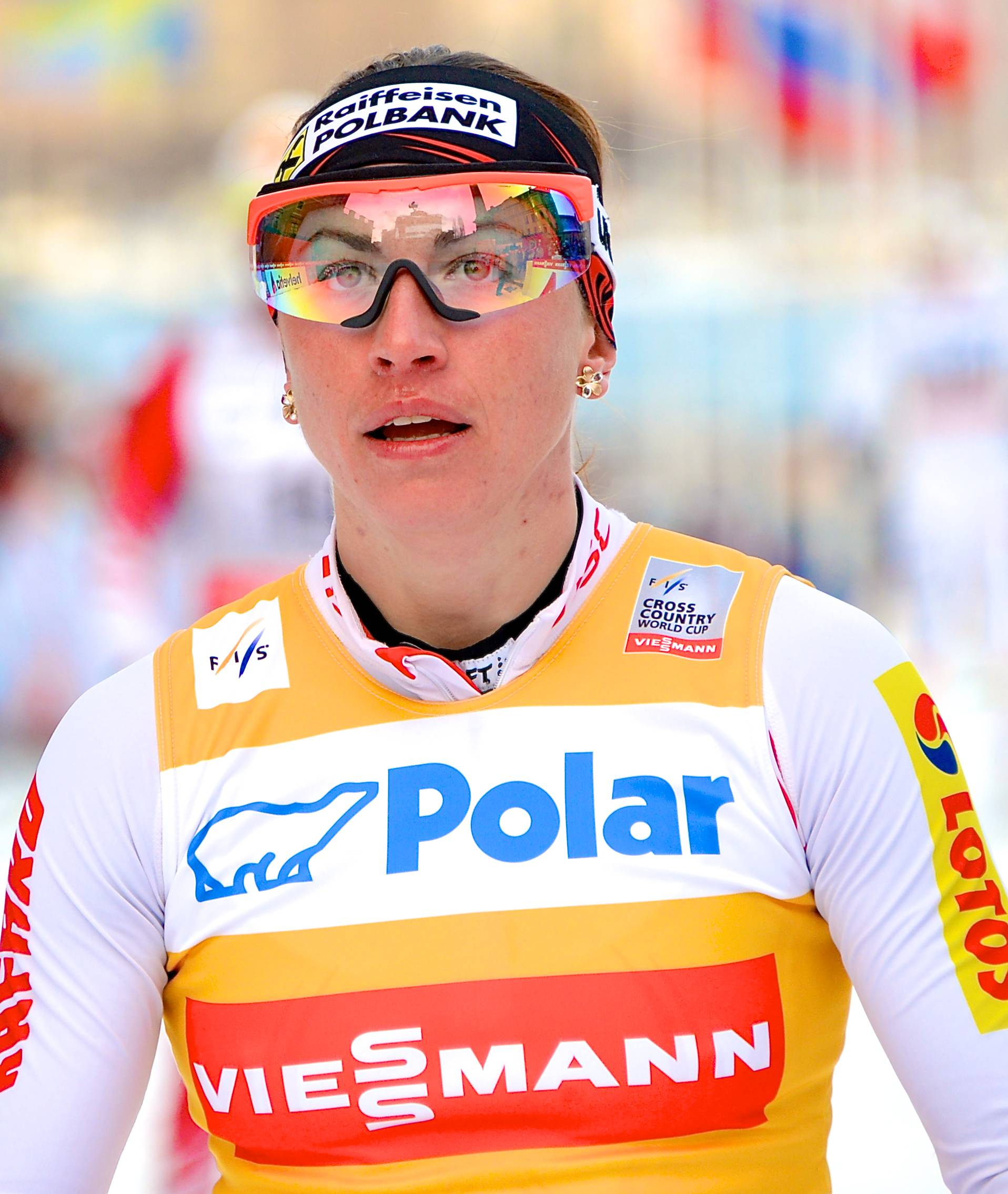
Justyna Kowalchot (nhà vô địch Olympic)

### Riêng
1. ↑  "Polish women". polishmarriage.org. Truy cập ngày 2 tháng 11 năm 2013.
2. ↑  European Commission. The situation in the EU. Retrieved on ngày 12 tháng 7 năm 2011.
3. ↑  Łoch, Eugenia (ed.) 2001. Modernizm i feminizm. Postacie kobiece w literaturze polskiej i obcej. Lublin: Wydawnictwo Uniwersytetu M.Curie-Skłodowskiej, p.44
4. ↑  Davies, Norman. God's Playground: a history of Poland. Revised Edition. Oxford: Clarendon Press, 2005.
5. ↑  https://www.britannica.com/topic/woman-suffrage
6. 1 2  Natalia., Krzyżanowska. Kobiety w (polskiej) sferze publicznej. Toruń. ISBN 9788377801628. OCLC 830511460.
7. ↑  Fodor, Eva; Glass, Christy; Kawachi, Janette; Popescu, Livia (2002–2012). "Family policies and gender in Hungary, Poland, and Romania". Communist and Post-Communist Studies. Quyển 35 số 4. tr. 475–490. doi:10.1016/s0967-067x(02)00030-2. ISSN 0967-067X.
8. ↑  Łobodzińska, Barbara (2000–2001). "Polish women's gender-segregated education and employment". Women's Studies International Forum. Quyển 23 số 1. tr. 49–71. doi:10.1016/s0277-5395(99)00090-4. ISSN 0277-5395.
9. ↑  https://ec.europa.eu/eurostat/tgm/refreshTableAction.do?tab=table&plugin=1&pcode=t2020_10&language=en
10. ↑  "Bản sao đã lưu trữ". Bản gốc lưu trữ ngày 29 tháng 3 năm 2017. Truy cập ngày 5 tháng 7 năm 2020.
11. ↑  http://ec.europa.eu/justice/gender-equality/gender-pay-gap/situation-europe/index_en.htm
12. ↑  Imbierowicz, Agnieszka (ngày 1 tháng 6 năm 2012). "The Polish Mother on the Defensive? The Transformation of the Myth and Its Impact on the Motherhood of Polish Women". Journal of Education Culture and Society. Quyển 2012 số 1. tr. 140–153. Bản gốc lưu trữ ngày 5 tháng 7 năm 2020. Truy cập ngày 17 tháng 7 năm 2018.
13. ↑  http://ec.europa.eu/eurostat/tgm/table.do?tab=table&init=1&language=en&pcode=tps00199&plugin=1
14. ↑  Dominik Hierlemann, biên tập (2005). Lobbying der katholischen Kirche: Das Einflussnetz des Klerus in Polen. Springer-Verlag. tr. 131. ISBN 978-3531146607.
15. ↑  "Unentschlossene als Zünglein an der Waage". News ORF. Truy cập ngày 24 tháng 5 năm 2015.
16. ↑  "Bản sao đã lưu trữ". Bản gốc lưu trữ ngày 6 tháng 1 năm 2020. Truy cập ngày 5 tháng 7 năm 2020.
17. ↑  https://www.theguardian.com/world/2015/oct/25/law-and-justice-poland-drift-to-right
18. ↑  Kosinski, Waclaw (1921). Zwyczaje towarzyskie w dawnej Polsce. Sandomierz. hdl:2027/uc1.b5106109.
19. ↑  "Women in Poland's Early History". Bản gốc lưu trữ ngày 26 tháng 5 năm 2018. Truy cập ngày 2 tháng 11 năm 2013.

### Chung
- Lewis, Jone Johnson. Ba Lan - Phụ nữ Lưu trữ ngày 8 tháng 10 năm 2013 tại Wayback Machine, bách khoa toàn thư về lịch sử phụ nữ.